# Pinkenveer
Pinkenveer, ook wel geschreven als Pinkeveer, is een buurtschap in de gemeente Molenlanden, in de Nederlandse provincie Zuid-Holland. Het ligt aan het riviertje de Giessen tussen Giessenburg en Overslingeland, in de Polder Neder-Slingeland. De oude naam van Pinke(n)veer is Nederslingeland, tevens de naam van de voormalige gemeente Nederslingeland.
Behalve als Pinke(n)veer werd de buurtschap vroeger ook geschreven als Pinke Veer. De nederzetting dankt haar naam aan een oversteekplaats voor pinken (eenjarige runderen) over de Giessen. Heden ten dage is er een brug voor langzaam verkeer over het riviertje dat de naam Pinkeveer draagt.
Bij Pinkenveer mondt de Kromme Giessen in de Giessen uit. Ook de Smoutjesvliet en de Schelluinsche Vliet gaan in de buurt van deze plaats in de Giessen op.
Iets ten westen van Pinkenveer loopt de provinciale weg 216 (N216).
Stad: Nieuwpoort

Dorpen: Arkel · Bleskensgraaf · Brandwijk · Giessenburg · Giessen-Oudekerk · Goudriaan · Groot-Ammers · Hoogblokland · Hoornaar · Kinderdijk · Langerak · Molenaarsgraaf · Nieuw-Lekkerland · Noordeloos · Ottoland · Oud-Alblas · Schelluinen · Streefkerk · Wijngaarden

Buurtschappen: Achthuizen · De Donk · Den Dool · Gelkenes · Gijbeland · Graafland · Hofwegen · Kooiwijk · Liesveld · Minkeloos · Overslingeland · Pinkenveer · Rietveld · Vuilendam · Waal

Zuid-Holland · Steden en dorpen      Nederland: Provincies · Gemeenten